# Accidente del dirigible Wingfoot Air Express
El Wingfoot Air Express era un dirigible no rígido, que se estrelló contra el edificio Illinois Trust and Savings en Chicago el Lunes 21 de julio de 1919. El Dirigible Tipo FD, propiedad de Goodyear Tire and Rubber Company, transportaba a personas desde Grant Park al parque de atracciones White City. Un miembro de la tripulación, dos pasajeros y diez empleados bancarios murieron en lo que fue, hasta ese momento, el peor desastre de dirigibles en la historia de Estados Unidos.

## El accidente

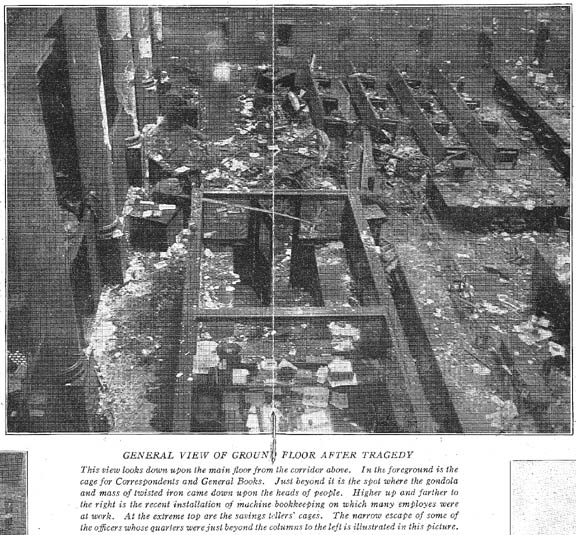
Illinois Trust y Savings Bank después del impacto

La aeronave se incendió aproximadamente a las 4:55  pm mientras navegaba a una altitud de 370 m (1200 pies) sobre el Chicago Loop. Cuando quedó claro que el dirigible estaba fallando, el piloto Jack Boettner y el mecánico jefe Harry Wacker usaron paracaídas para saltar a un lugar seguro. Un segundo mecánico, Carl Alfred Weaver, murió cuando su paracaídas se incendió, mientras que el pasajero, Earl H. Davenport, un agente de publicidad del Parque de Atracciones de la Ciudad Blanca, hizo que su paracaídas se enredara en los cables que suspendían la góndola del sobre, dejándolo colgando quince metros por debajo de la nave en llamas; murió instantáneamente cuando la aeronave se estrelló. La quinta persona que se lanzó en paracaídas desde el dirigible, el fotógrafo Milton Norton, se rompió ambas piernas al aterrizar y luego murió en el hospital.
En el edificio Illinois Trust & Savings Bank en la esquina noreste de LaSalle Street y Jackson Boulevard, 150 empleados estaban cerrando durante el día en y alrededor de la sala bancaria principal, que estaba iluminada por una gran claraboya. Los restos del Wingfoot chocaron contra el tragaluz del banco, y los escombros en llamas cayeron al vestíbulo del banco de abajo. Diez empleados murieron y 27 resultaron heridos.

## Consecuencias
Además de hacer que la ciudad de Chicago adoptara un nuevo conjunto de reglas para la aviación en la ciudad, el accidente provocó el cierre de la pista de aterrizaje de Grant Park y la creación de Chicago Air Park.
- Datos: Q8025209
- Multimedia: Wingfoot Air Express crash / Q8025209